# 1945 en littérature
| Années de la littérature : 1942 - 1943 - 1944 - 1945 - 1946 - 1947 - 1948    |
| Décennies de la littérature : 1910 - 1920 - 1930 - 1940 - 1950 - 1960 - 1970 |

## Événements
- 1er septembre : Marcel Duhamel crée la « Série noire » aux éditions Gallimard[1].
- 29 octobre : Conférence de Jean-Paul Sartre, L’Existentialisme est un humanisme.

### Presse
- 1er février : Premier numéro de la Croix, quotidien catholique.
- 5 mai : ordonnance relative à la poursuite des entreprises de presse, d’édition, d’information et de publicité coupables de collaboration avec l’ennemi.
- 1er septembre : Naissance du Dauphiné libéré, dans lequel s’affrontent les différents courants de la résistance.
- 15 octobre : Fondation par Jean-Paul Sartre de la revue Les Temps modernes.

## Parutions

### Revues
- Fondation de la revue Les Temps modernes

### Biographies, récits et souvenirs
- Richard Wright : Black boy (autobiographie).
- Pierre d'Arcangues, Un Mois au Fort du Hâ, in-12°, éd. Delmas

### Essais
- Albert Camus, Lettres à un ami allemand.
- André Martinet, La prononciation du français contemporain, éd. Droz
- Jean-Paul Sartre, Les Chemins de la liberté (L'Âge de raison, le Sursis).
- Alfred Sauvy (économiste), Bien-être et population.
- René Le Senne, Traité de caractérologie, Presses universitaires de France
- Michel Huber et Adolphe Landry, Traité de démographie. Ed. Payot

### Poésie
- Louis Aragon, La Diane Française.
- Robert Brasillach, Poèmes de Fresnes (mai). Publication clandestine.
- Saint-John Perse : Exil, recueil de poèmes paru (en intégralité) aux éditions Gallimard.
- Louis Scutenaire, Mes inscriptions (I).
- Léopold Sédar Senghor, Chants d'ombre.

### Romans

#### Auteurs francophones
- Simone de Beauvoir, Le Sang des autres (août)
- Jean-Louis Bory, Mon village à l'heure allemande (août)
- Blaise Cendrars, L'Homme foudroyé (avril).
- Gabrielle Roy (canadienne), Bonheur d'occasion, prix Fémina.

#### Auteurs traduits
- Carlo Levi (italien), Le Christ s'est arrêté à Eboli (août).
- Consuelo Suncin Sandoval de Gómez (salvadorienne), Oppède

#### Nouvelles
- Truman Capote (américain), Miriam. Une vieille dame fait la rencontre d'une petite fille qui devient vite terriblement envahissante.

## Théâtre
- 11 février : Retour en France de Louis Jouvet et de sa troupe.
- 15 juin : Création française de Meurtre dans la cathédrale de T.S. Eliot, mise en scène de Jean Vilar.
- Septembre : Albert Camus publie Caligula.
- 29 octobre : Les Bouches inutiles, pièce de Simone de Beauvoir.
- 19 décembre : La Folle de Chaillot, pièce de Jean Giraudoux mise en scène par Louis Jouvet.
- 28 décembre : Création française à Paris de la Maison de Bernarda, pièce de Federico García Lorca.

## Prix littéraires et distinctions
- 10 décembre : Henri Bosco reçoit le prix Renaudot pour  Le Mas Théotime.
- Prix Goncourt : Mon village à l'heure allemande de Jean-Louis Bory.
- Prix Femina : Le Chemin du soleil d'Anne-Marie Monnet
- Grand prix du roman de l'Académie française : Le Solitaire de Marc Blancpain.
- Chili : Gabriela Mistral, prix Nobel de littérature.
- Voir la liste des Prix du Gouverneur général 1945.
- Prix Interallié : Drôle de jeu, de Roger Vailland.

## Principales naissances
- Dates inconnues :
  - Rachid El-Daif, écrivain libanais.
  - Jeanne Hyvrard, écrivaine féministe française († avril 2021).
- 10 janvier : Geneviève Amyot, poétesse et romancière québécoise († 11 juin 2000).
- 19 janvier : Bernard Desmaretz, poète et écrivain français († 21 décembre 2006).
- 7 mars : Elizabeth Moon, écrivain américaine de science-fiction et fantasy.
- 4 avril : Denise Desautels, écrivaine québécoise.
- 12 août : Michel-Georges Micberth, pamphlétaire français († 19 mars 2013).
- 19 novembre : Hervé Claude, journaliste et écrivain français.
- décembre : Raymond Elias Feist, écrivain américain de fantasy.

## Principaux décès
- 17 janvier, Beauharnois : Louis Dantin, écrivain, éditeur et critique littéraire québécois (° 28 novembre 1865).
- 12 mars, Auschwitz :  Anne Frank, jeune juive allemande, qui laisse un Journal.
- 13 avril, New York : Ernst Cassirer, philosophe allemand.
- 8 juin : Robert Desnos, poète français au camp de concentration de Térézin.
- 20 juillet : Paul Valéry, écrivain et poète français, 74 ans (né à Sète en 1871).
- 17 août : Shimaki Kensaku, écrivain japonais (° 7 septembre 1903).
- 28 décembre : Theodore Dreiser, romancier américain (° 1871).